# The Last Post
The Last Post é uma série de televisão britânica criada por Peter Moffat  e transmitida pela BBC One de 1 de outubro a 5 de novembro de 2017. É ambientada no cenário da Emergência de Áden. É protagonizada por Jessie Buckley e Jeremy Neumark Jones

## Produção
A série foi gravada na Cidade do Cabo. Uma base naval britânica em desuso, com vista para a baía de Simon's Town, foi usada em várias cenas.

## Elenco
- Jessie Buckley ...Honor Martin
- Stephen Campbell Moore ...Lieutenant Ed Laithwaite
- Amanda Drew ...Mary Markham
- Ben Miles ...Major Harry Markham
- Jeremy Neumark Jones ...Capitão Joe Martin
- Jessica Raine ...Alison Laithwaite
- Ouidad Elma ...Yusra Saeed
- Chris Reilly ...Sargento Alex Baxter
- Tom Glynn-Carney ...Lance Corporal Tony Armstrong
- Louis Greatorex ...Lance Corporal Paul Stoneham
- Richard Dillane ...Harvey Tillbrook
- Kevin Sutton ...Corporal Israel Orchover
- Essie Davis ...Martha Franklin
- Toby Woolf ...George Markham
- Aymen Hamdouchi ...Kadir Hakim (Starfish)